# 호세 누녜스 (1964년)
호세 누녜스(José Núñez, 1964년 1월 13일 ~ )는 전 KBO 리그 한화 이글스의 선수이며 대만 프로야구 데뷔 첫 해인 1993년 21선발승으로 역대 대만 프로야구 단일시즌 최다 선발승 기록을 보유하고 있으며 2001년 한국 프로야구에 데뷔했는데 한국에서 불륜 행각을 눈치채고 한국까지 쫓아온 부인을 피해 고국 도미니카공화국으로 줄행랑을 친 이후 팀에 돌아왔으며 그 이후 팀에 다시 돌아왔으나 자체 벌금으로 200만원을 물었고 급기야 성적 부진까지 겹쳐 중도 퇴출됐다.
1. ↑  이상학 (2017년 8월 30일). “[오!쎈 테마] LG 로니 사태로 되돌아본 외인 '황당 퇴출' 사례”. OSEN. 2022년 7월 16일에 확인함.